# ハルシオン (バンド)
ハルシオンは、日本のフォークバンドであり、精神障害者バンドである。精神保健・福祉業界では障害当事者による病をさらしての音楽活動ははじめてであったため、全国で注目を受けた。1995年、結成当初は菅井千珠子・千代順二・下村幸男・塚本正治の4名であったが、2名の死去により塚本・下村がライブ活動を続けた。当初はフォークロック系音楽であったが、やがてフォークデュオという形態に移行する。2004年解散後、塚本・下村はそれぞれソロ活動に移行したが、2014年6月26日の日比谷野外音楽堂でのライブで再結成した。1997年毎日放送ラジオドキュメンタリー「届くなら唄を」で毎日放送社長賞を授与された。
合い言葉は「精神病院から学校教室まで」として音響のない生ライブを展開した。2001年から2003年にかけて3枚オリジナルアルバムをインディーズでリリースしているが、CD店に置く形態はとらず、ライブ後の販売（いわゆる手売り）でCD販売を行った。
オリジナルCDは2001年「フナの唄」2002年「心の花」2003年「僕たちの未来」である。アルバム収録の「大和川」「ルート26」は菅井千珠子の入院体験を唄にしたものである。
「心の花」は2006年に死去した写真家・牧田清がグラビアを手掛けたアルバム。ハルシオンのオリジナル曲6曲が収録されている。牧田は八尾市在住であったが、大阪市天王寺区の居酒屋「風まかせ人まかせ」（現在は十三に移転）でのライブで出会い意気投合した。当時牧田は社会的マイノリティの写真撮影に没頭しており、精神障害者問題に関心を寄せたものと思われる。アルバムに収録されている「心の花」聴き共感した。また牧田は三枚のオリジナルアルバムのグラビアを手掛けた。
楽曲は塚本正治・下村幸男が務めた。